# デジモンクロスウォーズ 超デジカ大戦
『デジモンクロスウォーズ 超デジカ大戦』（デジモンクロスウォーズ スーパーデジカたいせん、DIGIMON XROS WARS SUPER DIGICA TAISEN）は、2010年8月5日より稼働したデータカードダスの一つ。第5弾より『デジモンクロスウォーズ 超デジカ大戦 ジェネラルストライカーズ』にリニューアル、第7弾で終了となった。

## 概要
2010年7月6日よりテレビ朝日系列で放送開始されたデジモンシリーズのテレビアニメ『デジモンクロスウォーズ』を題材にしている。カードは前作ではデジタルモンスターカードゲームを基にしていたのに対し、本作品のカードは全くの別物である。
ほとんどの操作は、筐体中央の太鼓のようなデジモンデバイス「ドンドコモン」を回して操作する。また、中央のボタンで決定、もしくは攻撃の際にタイミングよくボタンを叩いて敵のダメージを高くするなど用途も多数ある。
カード裏にはARコードと呼ばれるQRコードが記載されており、デジモンクロスアリーナやデジモンクロスローダーなどと連動している。
2011年4月14日稼働の第5弾からは『ジェネラルストライカーズ』の副題が付けられた。第7弾を以ってサービス終了となった。

## 遊び方
最初に一人で遊ぶ、二人で対戦する、カードを購入するといった選択肢が表示される（カードの購入のみを選択すると、その場でゲーム終了となる）。次にプレイヤーの分身となる『ジェネラル（指揮官）』を選択する。ジェネラルによって、兵隊デジモンのDスキルが異なる。
次にステージ選択を行う。ステージによって敵の強さが変わり、難易度はそれぞれ表記されている。
敵を倒して進軍（制圧率を上げる）して、敵を全滅させると勝利となる。
第3弾からはさらにデジメモリカードも登場し、スキャン時に伝説のデジモンの特殊効果を発動できる。

### 第1-4弾
『ヒダリ』と『マンナカ』と『ミギ』のデジモンの配置を決める。その際にカードスキャンを行えるが、カードが足りない場合はシャウトモンやアグモンなどテロップで表記されているデジモンを戦闘に出せる。ターン毎に敵軍と戦うデジモンを選択して、バトルが開始される。
ジャンケンの領域で、勝敗によって攻撃を与えたりダメージを受けたりする。グー（反撃の構え、迎撃の構え）、チョキ（攻撃の構え、襲撃の構え）、パー（速攻の構え、猛撃の構え）といった手によって攻撃が異なる。

### 第5-7弾
最初にジェネラルコマンドを選択し、攻撃、防御、命中のどれかをあげる。ジェネラルの能力によって上昇数値は異なる。デジメモリカードをスキャンしていた場合はコマンドは出現、選択することで発動させることが出来る。
次にデジモンコマンドを選択する。前回までは1ターンにつき一匹ずつを選んで攻撃させる形だったが、5弾からは1ターンで全てのデジモンに指示を下す方式に変更された。選択できるコマンドはジェネラルコマンドで選んだコマンドか、デジモンが持つ属性のどちらかしか選択出来なくなった。ジェネラルコマンドと同じ属性を持つデジモンだった場合は一属性しか選べず手が読まれやすいものの、じゃんけんバトルで打ち勝てば相手の反撃を封殺出来るクリティカルヒットのコマンドチャンスを発動させることが出来る。

## カードの種類
デジモンカード
本ゲームのメインとなるカード。このカードには戦闘兵ともいえる『ナノモン』（武装したピックモン（チビックモン）、モニモン、ボムモン、チクリモンの総称）が存在し、左側に数が書かれている。
デジメモリカード
第3弾より登場した第2のカード。スキャン後にそのデジモンの特殊能力が発動される。

## システム
デジクロス
特定のデジモンで可能。組み合わせで様々なデジモンへと合体させる。デジクロス可能なデジモンカードの裏にはデジクロスの組み合わせが書かれている。これを行うとゲージが大きく増加する。
デジソウルゲージ
ダメージを与える、攻撃を受けるなどといった方法でゲージが溜まって（MAXとなった際にコマンド画面に必殺技コマンドが追加され、選択した場合は相手の他の技は一切効かずに必殺技での攻撃が優先される）、必殺技発動時にドンドコモンを回してパワーを溜めると『デジブラスト』、パワーがMAXの状態で『デジストーム』という敵デジモン全員に攻撃を与える必殺技が発動される。なお、デジブラストとデジストームを互いが出し合った場合でもあいこバトル扱いになる。
あいこバトル
コマンド選択時に出した技が両方とも同じ（あいこ）だった場合は、再びコマンド選択が開始され、この時にもあいこになった場合はファイナルあいこバトルとなり、ステータスゲージが上回ったデジモン軍の攻撃となる。第5弾以降は一度あいこになった場合にはすぐに「あいこバトル」となる。
Dスキル
デジモンが持つ、バトル時に特有の効果を発動させる特殊能力。『火』、『光』、『風』、『水』、『土』、『闇』の6種類がある。
かんつうダメージ
必殺技の攻撃を受けた際に、他の敵デジモン軍にもダメージを与えることができる。第5弾以降は関係なく全体に通常攻撃でも全てのデジモンのHPを足した「総合HP」にダメージがいくようになっている。
コンボ
同じじゃんけん属性を持つデジモンがいた場合発動する。攻撃の際のダメージが加算される。
Dリンク
特定のジェネラルを選択した際にスキャンされると発動し、能力があがる。

## 登場キャラクター
それぞれ専用カラーのクロスローダーが設定されている。

### ジェネラル

#### デジモンクロスウォーズ
工藤 タイキ（くどう タイキ）
声 - 高山みなみ
Dスキル：火・光・水
好相性ナノモン：ピックモン
ジェネラルコマンド属性：ぼうぎょ
『デジモンクロスウォーズ』の主人公で、赤のクロスローダーを持つ少年。
蒼沼 キリハ（あおぬま キリハ）
声 - 草尾毅
Dスキル：火・光・風
好相性ナノモン：ボムモン
ジェネラルコマンド属性：めいちゅう
タイキのライバルで、青のクロスローダーを持つ少年。
天野 ネネ（あまの ネネ）
声 - 桑島法子
Dスキル：闇・土・水
好相性ナノモン：モニモン
ジェネラルコマンド属性：こうげき
黒（後に薄い菫色）のクロスローダーを持つ少女。

#### 過去作品からの登場
ゲスト出演であり、全員デジモンクロスウォーズの世界に来たことを戸惑う描写がある。一部オリジナルのデジヴァイスがイラストに含まれるキャラクターもいるが、使用アイテムはクロスローダーで統一されている。
八神 太一（やがみ たいち）
声 - 藤田淑子
Dスキル: 火・光・土
好相性ナノモン：ピックモン
ジェネラルコマンド属性：こうげき
『デジモンアドベンチャー』の主人公。デジタルワールドを救った選ばれし子供たちの一人で、勇気の紋章の持ち主。第5弾より登場。
石田 ヤマト（いしだ ヤマト）
声 - 風間勇刀
Dスキル: 光・水・風
好相性ナノモン：ボムモン
ジェネラルコマンド属性：めいちゅう
『デジモンアドベンチャー』に登場。デジタルワールドを救った選ばれし子供たちの一人で、友情の紋章の持ち主。第5弾より登場。
武之内 空（たけのうち そら）
声 - 水谷優子
Dスキル: 光・水・風
好相性ナノモン：モニモン
ジェネラルコマンド属性：めいちゅう
『デジモンアドベンチャー』のヒロイン。デジタルワールドを救った選ばれし子供たちの一人で、愛情の紋章の持ち主。第6弾より登場。
本宮 大輔（もとみや だいすけ）
声 - 木内レイコ
Dスキル: 火・光・土
好相性ナノモン：ピックモン
ジェネラルコマンド属性：こうげき
『デジモンアドベンチャー02』の主人公。太一のサッカー部の後輩。新たな選ばれし子供の一人。第5弾より登場。
八神 ヒカリ（やがみ ヒカリ）
声 - 荒木香恵
Dスキル: 光・火・水
好相性ナノモン：モニモン
ジェネラルコマンド属性：ぼうぎょ
『デジモンアドベンチャー』で初登場し、『デジモンアドベンチャー02』ではヒロインを務める（本作品では『02』の姿）。太一の妹。デジタルワールドを救った選ばれし子供たちの一人で、光の紋章の持ち主。第6弾より登場。
松田 啓人（まつだ たかと）
声 - 津村まこと
Dスキル: 光・土・風
好相性ナノモン：ピックモン
ジェネラルコマンド属性：ぼうぎょ
『デジモンテイマーズ』の主人公。デジモンテイマーの一人。第5弾より登場。
神原 拓也（かんばら たくや）
声 - 竹内順子
Dスキル: 光・火・風
好相性ナノモン：ピックモン
ジェネラルコマンド属性：こうげき
『デジモンフロンティア』の主人公。炎のスピリットでデジモンに変身する少年。第5弾より登場。
大門 大（だいもん まさる）
声 - 保志総一朗
Dスキル: 光・火・風
好相性ナノモン：ピックモン
ジェネラルコマンド属性：こうげき
『デジモンセイバーズ』の主人公。喧嘩番長を名乗るDATSメンバーの一人。第5弾より登場。
トーマ・H・ノルシュタイン
声 - 野島裕史
Dスキル: 光・土・風
好相性ナノモン：ボムモン
ジェネラルコマンド属性：めいちゅう
『デジモンセイバーズ』に登場するDATSメンバーの一人。第6弾より登場。
藤枝 淑乃（ふじえだ よしの）
声 -
Dスキル: 光・水・風
好相性ナノモン：モニモン
ジェネラルコマンド属性：ぼうぎょ
『デジモンセイバーズ』に登場するDATSメンバーの一人。第6弾より登場。

### バグラ軍
三元士は第5弾からジェネラルの選択は削除。
タクティモン
声 - 島田敏
バグラ軍三元士の一人。知略を得意とする。
リリスモン
声 - 桑島法子
バグラ軍三元士の一人。高飛車な性格。
ブラストモン
声 - 岸尾だいすけ
バグラ軍三元士の一人。攻撃的である。
ダークナイトモン
声 - 小杉十郎太
Dスキル: 闇・火・水
好相性ナノモン：チクリモン
ジェネラルコマンド属性：めいちゅう
チームトワイライトの支配者にして、バグラモンの弟。
天野 ユウ（あまの ユウ）
声 - 沖佳苗
Dスキル: 闇・風・光
好相性ナノモン：チクリモン
ジェネラルコマンド属性：こうげき
ネネの弟。ダークナイトモンの言葉を信じて彼と共に行動する。第5弾より登場し、6弾で選択可能となる。
バグラモン
声 - 草尾毅
バグラ軍の皇帝。

### デジモン
案内役として登場。
シャウトモン
声 - 坂本千夏
ゲーム終了時に登場し、プレイヤーに労いや賞賛の言葉をかけてくれる。
ドンドコモン
声 - 櫻井孝宏
太鼓のようなデジモン。本ゲームでは実況も担当している。
オリジナルデジモン
ブラックシャウトモンX7
シャウトモンX7がバグラモンの暗黒パワーで操られた姿。
巨大ボスデジモン
メガグランクワガーモン
メガダークナイトモン
メガデッカーグレイモン
左腕のトライデントアームがトライデントファングになっている。
メガムソーナイトモン
メガダークネスバグラモン
メガブラックシャウトモンX7

## リリース
- 2010年7月1日 『デジモンストーリー ロストエボリューション』に初回特典カード同梱。DSLE-オメガモン（DSLEはそのままデジモンストーリー　ロストエボリューションの頭文字）
- 2010年7月17,18日 『東京おもちゃショー2010』でカード配布。ナンバー無し　シャウトモン
- 2010年7月21日 『Vジャンプ』9月号にカード付録。DP-01-シャウトモン　DP-02-バリスタモン
- 2010年8月5日 第1弾稼動。全55種+『合体!デジモンクロスキャンペーン』5種。
- 2010年8月5日 『第1弾スタート記念!!ほっとけないチャンス!お店でデジカプレゼント!』で店頭カードと漫画版第1話を掲載した小冊子配布。
- 2010年8月5日 『デジモンクロスアリーナ』稼動開始。
- 2010年8月7日 『デジモンフィギュアキャンペーン』でフィギュア購入者に先着カード配布。DP-03-ドルルモン
- 2010年8月上旬  オフィシャルバインダーに特典カード同梱。DP-04-グレイモン
- 2010年8月7日 デジモンクロスウォーズフィギュア シャウトモン＆スターモンズセット、バリスタモン付属。DP-05-シャウトモンX2
- 2010年8月21日 デジモンクロスウォーズフィギュア グレイャウトモン＆スターモンズセット、バリスタモン付属。DP-05-シャウトモンX2
- 2010年8月24日 食玩『デジモンクロスウォーズ 超デジカ大戦ウエハース』発売。新規8種+第1弾同録8種。
- 2010年9月15日-10月6日 期間限定『ブラストモンチャレンジ』開催。特典として終了後に5種類のムービーが観られる。
- 2010年9月中旬 食玩『デジモンスナック デジノワ』発売。第1弾同録カード10種。
- 2010年9月21日 『Vジャンプ』11月号にカード付録。DP-08-シャウトモンX4
- 2010年10月7日 第2弾稼動。全60種。
- 2010年10月9日 公認大会『チャレンジカップ オータムシーズン』開催。参加賞DP-17-ダークナイトモン
- ？公認大会『チャレンジカップ ウィンターシーズン』開催。参加賞DP-18-タクティモン
- 2010年10月16日 イトーヨーカドーで『デジモン大集合ポスター』プレゼント。
- 2010年10月16日 『デジモンクロスアリーナ』バージョンアップ。
- 2010年11月3日 ネバギバ!（テレビ朝日系アニメ『デジモンクロスウォーズ』主題歌）初回封入特典　DP-09-シャウトモンX4
- 2010年11月11日 デジモンクロスウォーズフィギュア ドルルモン付属。DP-06-シャウトモンX3
- 2010年11月18日 デジモンクロスウォーズフィギュア メイルバードラモン付属。DP-06-シャウトモンX3
- 2010年11月20日 『Vジャンプ』1月号にカード付録。DP-13-シャウトモンX5
- 2010年11月23日 食玩『デジモンクロスウォーズ 超デジカ大戦ウエハース第2弾』発売。新規3種+第2弾同録5種+第1弾再録8種。
- 2010年12月上旬　オフィシャルバインダー第2弾に特典カード同梱。DP-16-シャウトモンX4B
- 2010年12月3日 『最強ジャンプ』第1号にカード付録。DP-14-メタルグレイモン
- 2010年12月9日 第3弾稼動。全55種+「集結!飛行デジモンキャンペーン」全10種+デジメモリカード全5種。店頭で無料配布。DP-15-シャウトモンX4
- 2010年12月20日 デジモンクロスナビゲーター付属。DP-10-シャウトモンX4　DP-11-ベルゼブモン　DP-12-スパロウモン
- 2010年12月31日 ジャンプ・コミックス『デジモンクロスウォーズ』第1巻にカード付録。　DP-19-シャウトモンX4
- Vジャンプカードフェスタ2010配布。DP-07-シャウトモンX3
- 2011年1月19日 『メガダークナイトモンチャレンジモード』スタート。
- 2011年1月21日 『Vジャンプ』3月号にカード付録。DP-20-デッカーグレイモン
- 2011年2月10日 第4弾稼動。全55種+デジメモリカード全5種。
- 2011年3月3日 『デジモンストーリー 超クロスウォーズ ブルー/レッド』にそれぞれ初回特典カード（デジモンジントリックスとのセット）を同梱。ブルー:DP-DSBシャウトモンX3GM&ブラックウォーグレイモン、レッド:DP-DSRシャウトモンX3SD&ブラックメタルガルルモン
- 2011年4月14日 第5弾稼動。全55種+「ジェネラルデジモンキャンペーン」全10種+デジメモリカード全5種。
- 2011年5月21日 『Vジャンプ』7月号にカード付録。DP-21-シャウトモンX7
- 2011年6月8日　New World（テレビ朝日系アニメ『デジモンクロスウォーズ～悪のデスジェネラルと七つの王国～』主題歌）初回封入特典　DP-22-シャウトモンDX
- 2011年6月9日 第6弾稼動。全50種+デジメモリカード全3種。
- 2011年8月4日 第7弾稼動。全51種+デジメモリカード全2種。

## 関連作品

### デジモンクロスアリーナ
デジモンクロスアリーナ（DIGIMON X ARENA）とは2010年8月ごろより設置のカードゲーム機とは別の無料でプレイできるゲーム筐体。超デジカ大戦とも連動しており、カードや関連商品記載のARコードを使いバトルができる。デジモンクロスローダー用のスロットもあり、2010年10月のバージョンアップよりクロスローダーで育成した全リーダーデジモンが召喚可能となった。なお、設置店舗は超デジカ大戦と同一ではないため、どちらかしか設置していない店舗もある。
2011年2月26日に家庭用ゲーム機として『テレビに接続 デジモンクロスアリーナ』も発売。

#### 遊び方
筐体にあるカメラからARコードをスキャンすることでモニターにデジモンが召喚され、バトルプレートを動かすことにより画面上のデジモンを操作する。攻撃（プレートをこする）、防御（プレートを動かさない）、回避（プレートを下げる）といった行動ができ、タイムアップまでに相手のHPを0にすると勝利となる。

#### ARコード
拡張現実とも呼ばれる。デジモンクロスウォーズシリーズでは、カードや関連商品付属のデジメモリに記載されている専用のQRコードを指す。
ARコードがない場合は制限時間を過ぎるまで待つか、バトルプレート裏にあるARコードでも参戦可能。カメラの解像度が高くないため上手く画面フレーム内にARコードを収めないと認識しない場合がある。